# Vieille-Chapelle

Vieille-Chapelle este o comună în departamentul Pas-de-Calais, Franța. În 1 ianuarie 2022 avea o populație de 888 de locuitori.